# Hydrelia brunneosignata
Hydrelia brunneosignata là một loài bướm đêm trong họ Geometridae.